# Claudio Sala
Claudio Sala (* 8. September 1947 in Macherio) ist ein ehemaliger italienischer Fußballspieler und -trainer, der während seiner aktiven Karriere von 1965 bis 1982 für die AC Monza, die SSC Neapel, AC Turin und den CFC Genua sowie für die italienische Fußballnationalmannschaft aktiv war. Er ist nicht verwandt mit Patrizio Sala, seinem ehemaligen Mitspieler beim AC Turin.

## Spielerkarriere

### Verein
Claudio Sala begann seine Karriere im Jahr 1965 bei der AC Monza, für dessen Profimannschaft er drei Jahre in der Meisterschaft auflief. Ein Jahr später stieg er mit Monza in die drittklassige Serie C ab. Im Folgejahr konnte der sofortige Wiederaufstieg in die Serie B realisiert werden. Im Jahr 1968 unterschrieb der Mittelfeldakteur einen Vertrag beim SSC Neapel, mit dem er in der Serie A den siebten Rang erreichte. Daraufhin wechselte er erneut den Verein und schloss sich Torino Calcio an. Bei den Turinern stand er insgesamt elf Jahre unter Vertrag und absolvierte zahlreiche Partien für Torino.
Seine größten Erfolge konnte er mit dem Gewinn der italienischen Meisterschaft in der Saison 1975/76 und der Coppa Italia im Jahr 1971 feiern. Seinen größten persönlichen Erfolg gelang im in den Jahren 1976 und 1977, als er von der italienischen Sportzeitschrift Il Guerin Sportivo mit der Auszeichnung zum besten Spieler des Jahres der Serie A geehrt wurde. Im Jahr 1980 verließ er Turin und ging zur CFC Genua. Mit dem Genueser Verein schaffte er in der Saison 1980/81 den Aufstieg in die höchste Spielklasse und konnte ein Jahr später den Klassenerhalt in der Serie A sichern. Danach beendete der Mittelfeldspieler seine aktive Karriere und schlug wenige Jahre später eine Laufbahn als Fußballtrainer ein.

### Nationalmannschaft
Im Jahr 1971 wurde Sala zudem erstmals in die italienische Fußballnationalmannschaft berufen, für die er am 20. November 1971 in der Partie gegen Österreich debütierte. Der Höhepunkt seiner Karriere in der Nationalmannschaft war die Teilnahme an der Fußball-Weltmeisterschaft 1978. Sala wurde von Nationaltrainer Enzo Bearzot in den italienischen Kader für das Turnier aufgeboten und in den zwei Partien gegen die Niederlande und Brasilien eingesetzt. Nach dem verlorenen Spiel um Rang 3 gegen Brasilien stand für Sala und die Nationalmannschaft der vierte Rang zu Buche.

## Trainerkarriere
Im Gegensatz zu seiner aktiven Karriere blieb Claudio Sala als Trainer bei seinen nachfolgenden Stationen weitgehend erfolglos. In der Saison 1988/89 übernahm er als Nachfolger des entlassenen Luigi Radice Torino Calcio. Auch Sala konnte den Abstieg in die Serie B verhindern und wurde daraufhin entlassen.
Im Sommer 1990 verpflichtete ihn der damalige Drittligist US Catanzaro als neuen Trainer. Nach den enttäuschenden Resultaten, verbunden mit dem Fall auf einen Abstiegsplatz, erhielt er noch im selben Jahr die Kündigung beim Verein. Zu Beginn des folgenden Jahres holten ihn die Verantwortlichen jedoch erneut als Cheftrainer zu Catanzaro zurück, doch noch vor Saisonende wurde er durch Gennaro Rambone ersetzt und endgültig entlassen. Die Mannschaft stieg schließlich in die viertklassige Serie C2 ab.

## Erfolge
Verein 
- Italienische Meisterschaft: 1975/76
- Coppa Italia: 1970/71

 Persönliche Auszeichnungen 
- Spieler des Jahres der Serie A: 1976, 1977